# Taekwondo nos Jogos Pan-Americanos de 2023 - Poomsae por duplas mistas
A competição do poomsae por duplas mistas do taekwondo nos Jogos Pan-Americanos de 2023 foi disputado em 22 de outubro de 2023 no Centro de Esportes de Contato, localizado no cluster do Estádio Nacional. Um total de 20 taekwondistas de Comitês Olímpicos Nacionais (CON) participaram do evento.

## Calendário
Horário local (UTC−3).
| Data          | Hora | Fase  |
| ------------- | ---- | ----- |
| 22 de outubro | 8:00 | Final |

## Medalhistas
| Ouro   | MEX Seo Lee Kim e William Arroyo                               |
| Prata  | NCA Ingrid Darce e Elián Ortega                                |
| Bronze | PUR Arelis Medina e Luis Colón ECU Katlen Jervez e Mario Troya |

## Resultados
A competição foi realizada em um único dia de acordo com os resultados das competições individuais masculinas e femininas:
| Pos.              | Taekwondistas                       | CON                                 | Acc  | Pre  | Sum  | Total |
| ----------------- | ----------------------------------- | ----------------------------------- | ---- | ---- | ---- | ----- |
| Medalha de ouro   | Seo Lee Kim William Arroyo          | MEX México                          | 4.74 | 3.18 | 55.6 | 7.92  |
| Medalha de prata  | Elián Ortega Ingrid Darce           | NCA Nicarágua                       | 4.66 | 3.22 | 55.3 | 7.88  |
| Medalha de bronze | Luis Colón Arelis Medina            | PUR Porto Rico                      | 4.54 | 3.06 | 53.1 | 7.60  |
| Medalha de bronze | Katlen Jervez Mario Troya           | MEX México                          | 4.50 | 3.10 | 53.1 | 7.60  |
| 5                 | Jinsu Ha Valerie Ho                 | CAN Canadá                          | 4.44 | 3.12 | 52.8 | 7.56  |
| 6                 | Anthony Do Kaitlyn Reclusado        | USA Estados Unidos                  | 4.46 | 3.08 | 52.8 | 7.54  |
| 7                 | Héctor Morales María Higueros       | EAI Equipe de Atletas Independentes | 4.36 | 3.02 | 51.7 | 7.38  |
| 8                 | Gabriela Castillo Hugo del Castillo | PER Peru                            | 4.22 | 3.02 | 50.8 | 7.24  |
| 9                 | Tania Delgado Darío Navarro         | CUB Cuba                            | 4.10 | 2.70 | 47.2 | 6.80  |
| 10                | Jonathan Farías Constanza Moya      | CHI Chile                           | 3.88 | 2.70 | 46.8 | 6.58  |